# Ilustración Castellana
La Ilustración Castellana fue una revista fundada en 1927 en la ciudad española de Cuenca.

## Historia
Propiedad de Joaquín Velasco de Toledo, fue dirigida Julián Velasco de Toledo. La sede de la publicación se encontraba en la calle Colón n.º 12 de la ciudad de Cuenca.
Su director, el taquígrafo Julián Velasco de Toledo, nació en Molina de Aragón el 17 de febrero de 1889. Fue director del diario El Día de Cuenca (1914-1930). Publicó trabajos en casi toda la prensa del país, sobre todo en El Castellano y Diario de Burgos. Ilustración Castellana destacó en su momento por la calidad de sus ilustraciones.
Algunos años antes, en 1910, surgió el periódico conquense El Mundo, periódico regionalista (1910-1920); y, años después, comenzó en Cuenca la edición de otras publicaciones vagamente castellanistas: El Magisterio Castellano (1923-1926) y El Centro